# Dwunasty Kneset
Dwunasty Kneset – dwunasta kadencja parlamentu Izraela odbywająca się w latach 1988–1992.
Wybory odbyły się 1 listopada 1988, a pierwsze posiedzenie parlamentu miało miejsce 21 listopada 1988.

## Oficjalne wyniki wyborów
|  | Partia                                                                                   | Głosy     | Procent | Mandaty |
|  | ---------------------------------------------------------------------------------------- | --------- | ------- | ------- |
|  | Likud (ליכוד)                                                                            | 709.305   | 31,1%   | 40      |
|  | Koalicja Pracy (Ma’arach, המערך)                                                         | 685.363   | 30,0%   | 39      |
|  | Szas (ש"ס)                                                                               | 107.709   | 4,7%    | 6       |
|  | Agudat Israel (אגודת ישראל)                                                              | 102.714   | 4,5%    | 5       |
|  | Ratz (רצ)                                                                                | 97.513    | 4,3%    | 5       |
|  | Narodowa Partia Religijna (Mafdal) (מפלגה דתית לאומית-מפד"ל)                             | 89.720    | 3,9%    | 5       |
|  | Hadasz (Demokratyczny Front na Rzecz Pokoju i Równości) (החזית הדמוקרטית לשלום ולשוויון) | 84.032    | 3,7%    | 4       |
|  | Techijja (תחיה)                                                                          | 70.730    | 3,1%    | 3       |
|  | Mapam (מפ"ם -מפלגת הפועלים המאוחדת)                                                      | 56.345    | 2,5%    | 3       |
|  | Comet (צומת)                                                                             | 45.489    | 2,0%    | 2       |
|  | Moledet (מולדת)                                                                          | 44.174    | 1,9%    | 2       |
|  | Szinui (שינוי)                                                                           | 39.538    | 1,7%    | 2       |
|  | Sztandar Tory (דגל התורה)                                                                | 34.279    | 1,5%    | 2       |
|  | Progresywna Lista dla Pokoju                                                             | 33.279    | 1,5%    | 2       |
|  | Arabska Partia Demokratyczna                                                             | 27.012    | 1,2%    | 1       |
|  | Razem                                                                                    | 2.283.123 | 100,0%  | 120     |

## Posłowie
Posłowie wybrani w wyborach:
| Partia                       | Posłowie |
| ---------------------------- | --- |
| Likud                        | Aharon Abuchacira, Sza’ul Amor, Mosze Arens, Ze’ew Binjamin Begin, Elijjahu Ben Elisar, Jigal Kohen, Chajjim Korfu, Sara Doron, Micha’el Etan, Owadja Eli, Gidon Gadot, Josef Goldberg, Pinchas Goldstein, Pesach Grupper, Cachi Hanegbi, Jigga’el Hurwic, Mosze Kacaw, Uzzi Landau, Dawid Lewi, Uri’el Lin, Dawid Magen, Jehoszua Maca, Dan Meridor, Roni Milo, Jicchak Moda’i, Binjamin Netanjahu, Mosze Nissim, Ehud Olmert, Gidon Patt, Jehuda Perach, Re’uwen Riwlin, Jehoszua Saguj, Ja’akow Szamaj, Icchak Szamir, Awraham Szarir, Ariel Szaron, Dow Szilanski, Zalman Szowal, Dan Tichon, Ari’el Weinstein |
| Koalicja Pracy               | Nawa Arad, Szoszanna Arbeli-Almozlino, Chajjim Bar-Lew, Micha’el Bar-Zohar, Uzzi Baram, Josi Belin, Binjamin Ben Eli’ezer, Eli Ben-Menachem, Awraham Burg, Ra’anan Kohen, Eli Dajan, Refa’el Ederi, Arje Eli’aw, Gedalia Gal, Micha Goldman, Efrajim Gur, Mordechaj Gur, Micha’el Charisz, Szelomo Hillel, Awraham Kac-Oz, Jisra’el Kesar, Dawid Liba’i, Nawaf Masalaha, Chaggaj Merom, Ora Namir, Icchak Nawon, Szimon Peres, Amir Perec, Icchak Rabin, Chajjim Ramon, Mosze Szachal, Szimon Szitrit, Awraham Szochat, Edna Solodar, Ja’akow Cur, Szewach Weiss, Ezer Weizman, Gad Ja’akowi, Emanu’el Zisman      |
| Szas                         | Josef Azran, Szelomo Dajan, Arje Gamliel, Ja’ir Lewi, Jicchak Perec, Refa’el Pinchasi |
| Agudat Israel                | Mosze Ze’ew Feldman, Szemu’el Halpert, Eli’ezer Mizrachi, Menachem Porusz, Awraham Werdiger |
| Ratz                         | Szulammit Alloni, Ran Kohen, Josi Sarid, Mordechaj Wirszubski, Dawid Zucker |
| Narodowa Partia Religijna    | Jigal Bibi, Zewulun Hammer, Jicchak Lewi, Chanan Porat, Awner-Chaj Szaki |
| Hadasz                       | Charlie Biton, Taufik Tubi, Me’ir Wilner, Taufik Zi’ad |
| Techijja                     | Ge’ula Kohen, Juwal Ne’eman, Eli’ezer Waldman |
| Mapam                        | Hussein Faris, Chajjim Oron, Ja’ir Caban |
| Comet                        | Refa’el Etan, Jo’asz Cidon |
| Moledet                      | Ja’ir Sprinzak, Rechawam Ze’ewi |
| Szinui                       | Awraham Poraz, Amnon Rubinstein |
| Sztandar Tory                | Mosze Gafni, Awraham Rawic |
| Progresywna Lista dla Pokoju | Muhammad Mi’ari |
| Arabska Partia Demokratyczna | Abdulwahab Darawsze |

### Zmiany
Zmiany w trakcie kadencji:
| Następca         | Poprzednik       | Partia       | Data                |
| ---------------- | ---------------- | ------------ | ------------------- |
| Micha’el Kleiner | Jigal Kohen      | Likud        | 6 grudnia 1988      |
| Haszem Mahameed  | Me’ir Wilner     | Hadasz       | 10 stycznia 1990    |
| Gerszon Szafat   | Juwal Ne’eman    | Techijja     | 30 stycznia 1990    |
| Eljakim Ha’ecni  | Eli’ezer Waldman | Techijja     | 31 stycznia 1990    |
| Muhammad Naffa   | Taufik Zi’ad     | Hadasz       | 14 lutego 1990      |
| Tamar Gożanski   | Taufik Tubi      | Hadasz       | 4 lipca 1990        |
| Chajjim Kaufman  | Zalman Szowal    | Likud        | 8 października 1990 |
| Salih Tarif      | Ezer Weizman     | Partia Pracy | 3 lutego 1992       |
| Limor Liwnat     | Chajjim Korfu    | Likud        | 14 kwietnia 1992    |

## Historia
Najważniejszym wydarzeniem była wojna w Zatoce Perskiej, trwające palestyńskie powstanie Intifada oraz początek procesu pokojowego z Palestyńczykami.
Podczas pierwszych piętnastu miesięcy funkcjonował rząd jedności narodowej, chociaż Likud mógł stworzyć rząd mniejszościowy. Rząd został zmuszony do ustąpienia po tym, jak Kneset nie udzielił mu wotum zaufania (15 marca 1990). Wówczas został sformowany mniejszościowy rząd Icchaka Szamira z Likudu.
W tym okresie Palestyńczycy wyładowywali swoją wściekłość podczas walk i zamieszek w Samarii, Judei i w Strefie Gazy. Doszło także do kilku poważnych zamachów terrorystycznych. Należy to wspomnieć rozmyślne zrzucenie do wąwozu autobusu jadącego drogą 405 z Tel Awiwu do Jerozolimy. Zginęło wówczas 14 pasażerów. Do bardzo poważnych należały zajścia na Wzgórzu Świątynnym w Jerozolimie, podczas których zginęło 20 Palestyńczyków, a 53 osoby zostały ranne. 20 maja 1990 Ami Popper zamordował 7 palestyńskich robotników w Riszon le-Cijjon.
15 maja 1989 rząd ogłosił inicjatywę pokojową, która była pierwszym sygnałem ze strony Izraela o możliwości rozpoczęcia rozmów pokojowych z Palestyńczykami. Jednak w owym czasie Izrael nie widział możliwości rozmawiania z Organizacją Wyzwolenia Palestyny. Rząd jedności narodowej był podzielony na tle różnicy zdań odnośnie do sposobu prowadzenia negocjacji, natury zawartego porozumienia i celów do których powinien dążyć Izrael.
Podczas wojny w Zatoce Perskiej na terytorium Izraela spadło co najmniej 40 irackich rakiet Scud. Na życzenie Stanów Zjednoczonych, Izrael pozostał bierny. Po zakończeniu wojny proces pokojowy nabrał tempa. Pod koniec października 1991 została zwołana konferencja pokojowa w Madrycie, stolicy Hiszpanii. Jej następstwem były dwustronne rozmowy otwarte między Izraelem i jego arabskimi sąsiadami. Przez bardzo długi czas odmawiał jakichkolwiek rozmów bezpośrednich lub pośrednich z Organizacją Wyzwolenia Palestyny. Wszystkie te negocjacje i rozmowy znajdowały swoje odbicie na posiedzeniach plenarnych Knesetu.
W następstwie rozpoczętego procesu pokojowego nastąpiła znaczna poprawa pozycji Izraela na arenie międzynarodowej. Nastąpił wzrost liczby państw utrzymujących z Izraelem stosunki dyplomatyczne. Zmniejszyła się także siła oraz nacisk arabskiego bojkotu. Przez cały ten czas Stany Zjednoczone były głównym motorem procesu pokojowego.
Pod koniec kadencji dwunastego Knesetu nastąpił kryzys w stosunkach pomiędzy Izraelem a Stanami Zjednoczonymi. Wynikało to z faktu, że USA przyznały Izraelowi 10 miliardów USD pożyczki na absorpcję nowych imigrantów, została ona jednak obłożona warunkami wstrzymania osadnictwa w Samarii i Judei.
Z innych wydarzeń tego okresu można wymienić imigrację z ZSRR, a później z republik dawnego Związku Radzieckiego. Kneset stanął przed problemami absorpcji tak licznej imigracji. W maju 1991 ewakuowano z Etiopii do Izraela 15 tys. etiopskich Żydów („operacja Salomon”).
W dalszym ciągu parlament zajmował się kwestią umieszczenia nadajnika „Głosu Ameryki” w Arawie. Pod dyskusję plenarną trafiły także problemy przemocy w rodzinie, bicie dzieci, bieda dzieci i przemoc wśród młodzieży. Napotkano także na problemy z adopcją dzieci za granicą oraz z zagranicznymi robotnikami w Izraelu. Po raz pierwszy w Knesecie poruszono kwestię AIDS. Raporty „Betzelem” objawiły przypadki łamania praw człowieka w Izraelu.
W tym okresie w Izraelu uruchomiono drugi kanał telewizji, w którym rozpoczęto nadawanie bezpośrednich transmisji z posiedzeń Knesetu. Funkcjonować zaczęła również telewizja kablowa.

### Dwudziesty trzeci rząd(1988–1990)
Dwudziesty trzeci rząd został sformowany przez Icchaka Szamira w dniu 22 grudnia 1988.
Rząd upadł po głosowaniu w sprawie braku zaufania (15 marca 1990).

### Dwudziesty czwarty rząd(1990–1992)
Dwudziesty czwarty rząd został sformowany przez Icchaka Szamira w dniu 11 czerwca 1990.